# U Know Me Records
U Know Me Records – polska niezależna wytwórnia muzyczna założona w 2010 roku przez Marcina „Groha” Grośkiewicza (współzałożyciela JuNouMi Records i Funky Mamas and Papas Recordings).
Wytwórnia specjalizuje się w wydawaniu współczesnej muzyki elektronicznej (Glitch, Dubstep, UK Funky i pokrewnych) oraz nowych odmian Hip-Hopu i Disco (Future Hip-hop, Nu-Disco etc.), a także jazzu.
Pierwszą wydaną płytą był muzyczny debiut, pochodzącego z Płocka artysty Teielte. Kolejnym ważnym wydawnictwem była debiutancka płyta autorstwa Kixnare’a, a miesiąc później winylowa EPka Daniela Drumza. Swój debiut w U Know Me zaliczył też Lower Entrance, a kolejnym wydawnictwem był album En2aka (znanego z duetu Przaśnik wydającego w Funky Mamas and Papas). Od tego czasu wytwórnia wydała ponad 50 winyli, których większość dostępna jest na całym świecie.
Wytwórnia wydaje swoją muzykę głównie na winylach, choć pierwszą płytą był album kompaktowy. Nagrania U Know Me można znaleźć także na nośnikach cyfrowych (Mp3 lub wave).
Wytwórnia przez pierwsze 10 lat działalności wydawała następujących artystów:
beluga stone, Daniel Drumz, Eltron John, Envee, en2ak, FFRANCIS, Galus, Hau_Mikael, Immortal Onion, Invent, JANKA, The KDMS, Kixnare, Lower Entrance, Lua Preta, MA, Mr. Krime, Night Marks Electric Trio, Normal Bias, PORTRETY (Michał Bryndal, Rafał Dutkiewicz, Krzysztof Dziedzic, Qba Janicki, Jan Młynarski, Łukasz Moskal, Marcin Rak i Hubert Zemler), P.Unity, Rhythm Baboon, Roux Spana, RYSY, Sobura, SONAR, Sonar Soul, SOTEI, Teielte, Twardowski, Urbanski, Wojtek Mazolewski Quintet, XXANAXX, Zura
Na płytach sygnowany logo U Know Me Records pojawili się następujący goście:
AB, Raashan Ahmad, Archeo (Natalia & Paulina Przybysz), Baasch, Miles Bonny, Monika Borzym, B4mba, Shamon Cassette, Borys Dejnarowicz, Die-Rek, DJ Falcon1, DJ Panda, Misia Furtak, Natalia Grosiak, Hades, Holak, Philip Horan, Igo, Jimmy Jams, JoBee, The Kid Daytona, Kuba Knap, KRS One, Małgorzata Kowalczyk, Bartek Królik, Ben LaMar, Gerard Lebik, Zofia Lubos, Lux Familiar, Kasia Malenda, Anthony Mills, Mr.Are.Dot, Mrozu, Ms. Obsession, Muzykoterapia, Noah23, Otsochodzi, O.S.T.R., Piotr Pacak, Sean Palmer, Katy Pear, Marek Pędziwiatr, PZG, Ras, Kai Roberts, Rosalie., Siny, Michał Sobierajski, Solati, Sparole, Spisek Jednego, Squair Blaq, Paweł Stachowiak, Olga Stopińska, Ania Szarmach, Justyna Święs, Russell Tate, Ten Typ Mes, Olaf Węgier, Kuba Więcek, W.E.N.A., Rosa Vertov, Isilda Viegas, Vito Bambino, VNM, Piotr Zabrodzki, Julita Zielińska, Seb Zillner, Piotr Zioła
Wytwórnia współpracowała również z wieloma producentami muzycznymi, którzy nagrali dla niej remiksy. Byli to m.in.:
A-Dub, An On Bast, Atari Wu, Rafeel Aragon, Azari & III, Piotr Bejnar, Patryk Cannon, Deam & Lapsky, Deech, Deep Shoq, Disordered, DJ Fultono, DJ Mo, Robert Dziedowicz, Palmer Eldritch, Emade, Fingalick, Fulgeance, Gedz, Good Paul, Guiddo, Hatti Vatti, Pete Herbert, HighleeF, Hush Hush Pony, Iamnobodi, Innocent Sorcerers, JNKP, Jolly Mare, Karaoke Tundra, Karmasound, Krojc, KVBA, Lakritze, Liquid Molly, Lunice, Metro, Moduloktopus, Moment, Moo Latte, Mr Ho, Noema, Onra, Opolopo, Pejzaż, Pepe., Adam Peter, Phantom, Polyp, projhekt, Restrict Flavour, RIFFZ, SLG, Annie Starlight, Suwal, Szatt, Tomasz Szepielak, Tanzlife, Vanatoski, XXXY, Yoshi Swxdn, Zeppy Zep
U Know Me Records od początku stawiała duży nacisk na graficzną stronę płyt i współpracowała z następującymi grafikami
Animisiewasz, Justyna Balczewska, Edgar Bąk, Filip Blank, Miron Chomacki, Coals, Zbiok Czajkowski, Filip Ćwik, Digimental, Radek Drutis, Forin, Tomasz Greber, Bartosz Gregorek, Hekla Studio, Mateusz Holak, Aleksandra Hońko, Zuzanna Kofta, Ala Lesiak, Michał Loba, Martiuszu, Nawer, Rso196, DiceTwice, Otecki, Tomek Pawluczuk, Filip Pągowski, Roux Spana, Jacek Rudzki, Sainer, Seikon, Swanski, Simo, Studio UVMW, Maja Szlajnda, Stach Szumski, Bartosz Szymkiewicz, Beata BARRAKUZ Śliwińska, Mateusz Ślósarek, TILT, Michał Wasilewski, Konrad Wullert, Yak, Marta Zając, Karolina Zajączkowska,
Miksy i masteringi dla UKM popełnili:
Marcin Cichy, Envee, Eprom, Michał Kupicz, Kwazar, Conrad Magabo, Mateusz Majewski, Noon, Wojtek Perczyński, Rafał Smoleń.

## Dyskografia
- [UKM 001] Teielte „Homeworkz” (CD) Wrzesień 2010
- [UKM 002] Kixnare „Digital Garden” 2LP (CD/ winyl) Grudzień 2010
- [UKM 003] Daniel Drumz EP (biały 10" winyl) Styczeń 2011
- [UKM 004] Lower Entrance EP (digital) Luty 2011
- [UKM 005] Lower Entrance „Back Entrance” (7" winyl) Marzec 2011
- [UKM 006] En2ak „Celestial Toyroom” (CD/ winyl) Maj 2011
- [UKM 007] Envee EP (winyl) Czerwiec 2011
- [UKM 008] Galus LP winyl Wrzesień 2011
- [UKM 009] Teielte – Selcouth (Maxi Single)
- [UKM 010] Eltron John 12"
- [UKM 011] Teielte – Wooden Love EP
- [UKM 012] Sobura – Organic Lo-Fi LP
- [UKM 013] en2ak – Minerva, Mayhem and Margaritas LP
- [UKM 014] en2ak – Ego Surf (Maxi Single)
- [UKM 015] Lower Entrance – Mass production EP
- [UKM 016] Hau_Mikael „Back to the Game / Good Vibe”
- [UKM 017] Twardowski – A Soundtrack To Growing Up EP
- [UKM 018] Roux Spana – 9 Weeks of Sun
- [UKM 019] Daniel Drumz – Sleepless State of Mind EP
- [UKM 020] Kixnare – Digital Garden Remixed EP
- [UKM 021] Kixnare – Red LP
- [UKM 022] en2ak – 3 LP
- [UKM 023] Teielte – Crystalline EP
- [UKM 024] XXANAXX EP
- [UKM 025] Roux Spana – 9 Weeks of Sun: Morning Heat LP
- [UKM 026] INVENT – Hey You 12"
- [UKM 027] en2ak – 3 Remixed
- [UKM 028] Mr. Krime – Feel This Way EP
- [UKM 029] Teielte – ReCrystalline EP
- [UKM 030] Twardowski – Terms of Endearment EP
- [UKM 031] Night Marks Electric Trio EP
- [UKM 032] Teielte – All Things LP
- [UKM 033] Roux Spana – 9 Weeks of Sun: Last Sunset LP
- [UKM 034] Sonar Soul – Trip To A EP
- [UKM 035] Kixnare – Rotations LP
- [UKM 036] Daniel Drumz – Untold Stories 2LP
- [UKM 037] Galus – Flowers Eat Animals EP
- [UKM 038] Rysy – Ego EP (digital) (10" winyl) Maj 2015
- [UKM 039] FFRANCIS 7"
- [UKM 040] Rysy – Traveler (digital) Wrzesień 2015
- [UKM 041] Daniel Drumz – Tropic 7"
- [UKM 042] en2ak – Kamikaze Broccoli LP
- [UKM 043] Lower Entrance – Butterlies LP
- [UKM 044] Wojtek Mazolewski Quintet – POLKA Remixed
- [UKM 045] Twardowski – When We Were Astronauts LP
- [UKM 046] Sonar – Vaga EP
- [UKM 047] UKM Japan Tour 2016 Special Edition 7"
- [UKM 048] Rhythm Baboon – The Lizard King EP
- [UKM 049] Sonar – Pętle LP
- [UKM 050] Normal Bias LP
- [UKM 051] The KDMS – New Old Normal LP
- [UKM 052] The KDMS – Terminal One
- [UKM 053] RYSY – Father 12"
- [UKM 054] Zura – EP
- [UKM 055] The KDMS feat. Kurt Maloo – All That Glows
- [UKM 056] SOTEI LP
- [UKM 057] Night Marks – Experience LP
- [UKM 058] Urbanski – Selected Works
- [UKM 059] MA – Heaven’s Call (Eltron John Remix)
- [UKM 060] SONAR – Pętle Zremiksowane
- [UKM 061] V.A. – Lemonade EP
- [UKM 062] Wojtek Urbański – Ultraviolet OST
- [UKM 063] JANKA – Krzyżacy EP
- [UKM 064] Sonar – Torino
- [UKM 065] FFRANCIS – Off The Grid LP
- [UKM 066] Teielte – Water Scope EP
- [UKM 067] Envee – Time & Light Prequel EP
- [UKM 069] P.Unity – Pulp LP
- [UKM 070] Envee – Time & Light 2LP
- [UKM 071] SONAR – Torino Remixed
- [UKM 072] V.A. – Portrety LP
- [UKM 073] beluga stone – beluga trigga and master stone’s spiritual surfing LP
- [UKM 074] Lua Preta – Polaquinha Preta EP
- [UKM 075] Rhythm Baboon – W-Life EP
- [UKM 076] Sonar Soul – You Are My Sun LP
- [UKM 077] Normal Bias – LP2
- [UKM 078] Zura EP (tylko na winylu)
- [UKM 079] Immortal Onion – XD [Experience Design] LP